# جامعة طشقند الإسلامية
جامعة طشقند الإسلامية أسست سنة 1999م، وتقع في العاصمة الأوزباكية طشقند.